# Teresa Górska-Żółtowska
Teresa Górska-Żółtowska (ur. 11 kwietnia 1932 w Warszawie, zm. 27 listopada 2019 tamże) – polska psycholożka i neurofizjolożka, badała ruchowe odruchy warunkowe.

## Życiorys
Maturę zdała w 1949 r. w Liceum Ogólnokształcącym Sióstr Sacré Coeur w Pobiedziskach (koło Poznania). W 1954 r. obroniła pracę magisterską z psychologii na Uniwersytecie Warszawskim, gdzie już 2 lata wcześniej rozpoczęła pracę zawodową w Katedrze Psychologii Ogólnej. Po studiach przez 3 lata (1954-1957) pracowała jako starszy asystent w Pracowni Psychologii i Fizjologii Pracy, a następnie została zatrudniona w Instytucie Biologii Doświadczalnej (IBD) im. Marcelego Nenckiego w Warszawie. Tam pod kierunkiem Jerzego Konorskiego napisała pracę doktorską pt. „Znaczenie czynnościowe drógpiramidowych w ruchowych odruchach warunkowych u psów”, którą obroniła w 1965 r. Prowadziła badania także za granicą, w Queens College of the City University of New York (1967), Laboratorium Neurofizjologii University of Wisconsin-Madison (1967-1969 i 1975), Zakładzie Fizjologii Uniwersytetu w Göteborgu w Szwecji (1982-1983 i 1984-1985). Była kierownikiem Pracowni Ontogenezy Układów Eferentnych w Stacji Badawczej IBD w Łomnej (1973-1974), następnie kierownikiem Pracowni Wrodzonych Form Zachowania w Zakładzie Neurofizjologii IBD (1979-1988) i kierownikiem Pracowni Kontroli Zachowania Ruchowego w tym zakładzie (1988-2002). Tytuł profesora nadzwyczajnego uzyskała w 1983 r., a profesora zwyczajnego, w 1994 r. W 2004 roku została odznaczona Krzyżem Kawalerskim Orderu Odrodzenia Polski za wybitne zasługi dla polskiej nauki. Zmarła 27 listopada 2019 roku. Została pochowana na cmentarzu Powązkowskim w Warszawie (kwatera 159-6-9/10).

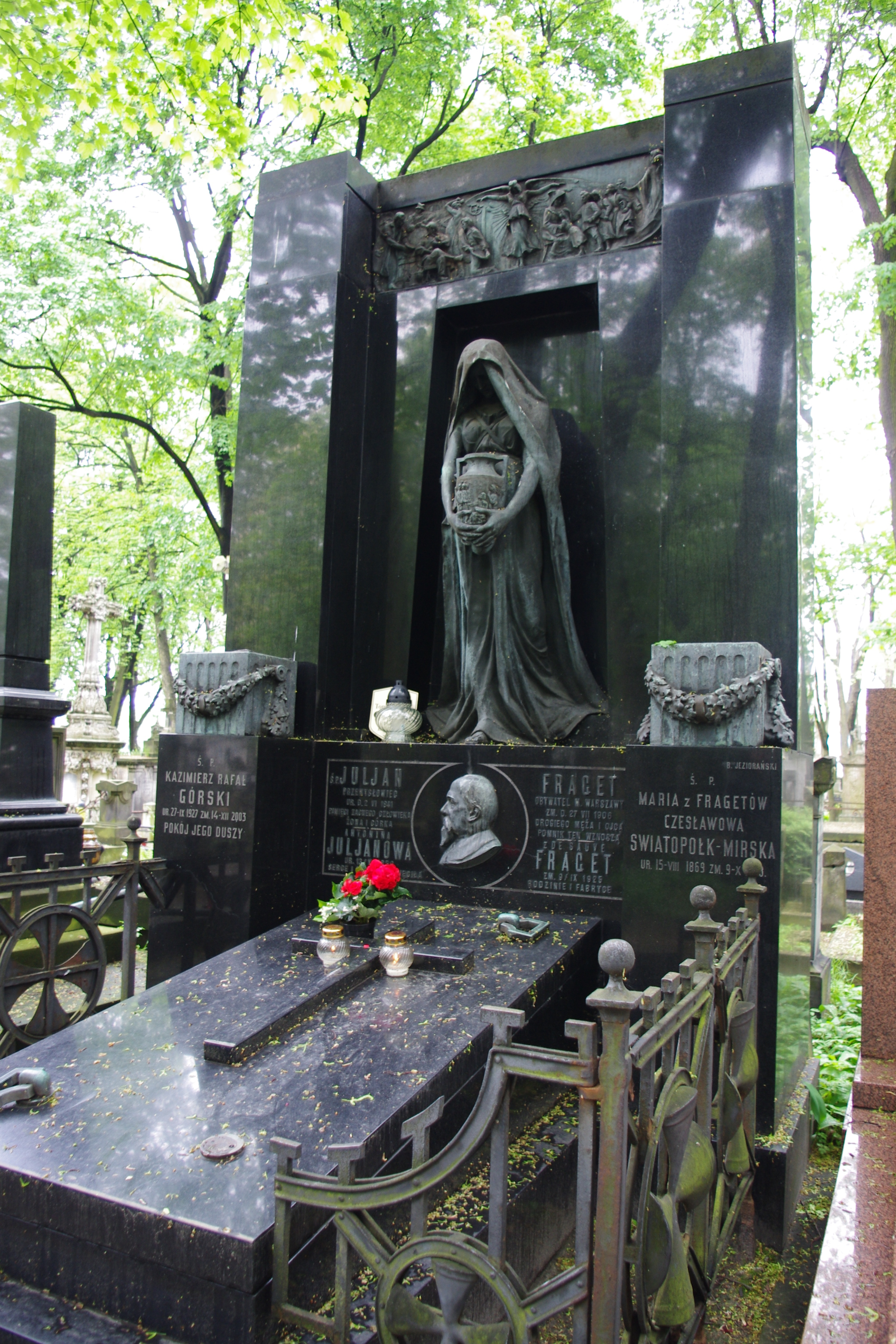
Grób przemysłowca Juliana Frageta i Teresy Górskiej-Żółtowskiej na Starych Powązkach w Warszawie

## Dorobek naukowy
Jej badania wykazały, że sygnalizacja zwrotna z efektora nie jest koniecznym warunkiem wykonywania prostych reakcji instrumentalnych ani wytworzenia ruchowego odruchu warunkowego. Pozwoliły też na określenie funkcji układu piramidowego w ruchach kończyn przednich, a zwłaszcza w ruchach części odsiebnych u psa, kota i małpy oraz określenie zmian w ruchach tylnych kończyn i koordynacji wszystkich kończyn podczas swobodnego poruszania się kotów i szczurów po uszkodzeniu rdzenia kręgowego.

## Wybrane prace
Wybrane publikacje prof. Teresy Górskiej-Żółtowskiej:
- T. Górska, E. Jankowska (1961) The effect o f deafferentation on instrumental (Type II) conditioned reflexes in dogs. „Acta Biol. Exper.”, 21, 219-234
- C.N. Woolsey, T. Górska, A. Wetzel, T.C. Erikson, F.J.Earls, J. M. Allman (1972) Complete unilateral section o f the pyramidal tract at the medullary level in Macaca Mulatta. „Brain Res.”, 40, 119-123
- T. Górska (1974) Functional organization o f cortical motor areas in adult dogs and puppies. „Acta Neurobiol.Exp.”, 34, 171-203
- T. Górska, M. Zalewska-Walkowska (1982) Effect of pyramidal lesions on manupulatory movements in the dog. An ontogenetic approach. „Acta Neurobiol. Exp.” 42, 343-367
- B. Alstermark, T. Górska, A. Lundberg, L.-G.Pettersson (1990) Integration in descending motor pathways controlling the forelimb in the cat. 16. Visually guided switching o f target-reaching. „Exp. Brain. Res.”, 80, 1-11
- T. Górska, T. Bem, H. Majczyński, W. Zmysłowski (1996) Different forms of impairment in the fore-hindlimb coordination after partial spinal lesions in cat. „Acta Neurobiol. Exp.” 56, 177-188
- T. Górska, A. Grabowska, J. Zagrodzka (1997) Mózg a zachowanie. Państwowe Wydawnictwo Naukowe, Warszawa.
- T. Górska, B. Chojnicka-Gittins, H. Majczyński, W.Zmysłowski (2007) Overground locomotion after incomplete spinal lesions in the rat: quantitative gait analysis. „J. Neurotrauma”, 24, 1198-1218